# Длинноногие сцинки
Длинноногие сцинки (лат. Eumeces) — род ящериц семейства сцинковых.
Представители рода распространены в Северной Африке, Передней Азии до Закавказья на западе, южных районах Средней Азии, Афганистане, Пакистане и северо-западной Индии. На территории бывшего СССР встречается один вид.
Длинноногие сцинки — средней величины или довольно крупные ящерицы с хорошо развитыми пятипалыми конечностями. Чешуя тела гладкая, блестящая. Глаза с подвижными раздельными веками. Прозрачный диск в нижнем веке отсутствует. Ушное отверстие открыто, барабанная перепонка расположена на дне короткого слухового прохода. Хвост длинный и очень ломкий: при опасности длинноногие сцинки могут легко отбрасывать хвост.

## Классификация
Ранее в род входили около 40 видов, большинство из которых теперь отнесены к родам Plestiodon (Северная Америка и Восточная Азия), Mesoscincus (Мексика и Центральная Америка) и Eurylepis (Центральная, Южная и Западная Азия). В роде Eumeces по современным представлениям числятся виды:
- Eumeces algeriensis — Алжирский длинноногий сцинк
- Eumeces blythianus
- Eumeces cholistanensis
- Eumeces indothalensis
- Eumeces persicus
- Eumeces schneiderii — Длинноногий сцинк